# Lijst van rijksmonumenten in Paterswolde
De plaats Paterswolde telt 30 inschrijvingen in het rijksmonumentenregister. Hieronder een overzicht.
| Object                                          | Oorspronkelijke functie?  | Bouwjaar                                                 | Architect                                        | Locatie                | Coördinaten?                 | Nr.?   | Afbeelding                                     |
| ----------------------------------------------- | ------------------------- | -------------------------------------------------------- | ------------------------------------------------ | ---------------------- | ---------------------------- | ------ | ---------------------------------------------- |
| Lemferdinge, schathuis                          | Bijgebouwen kastelen enz. | begin 18e eeuw 19e eeuw (uiterlijk) 1997 (rest.)         |                                                  | Lemferdingerlaan 2     | 53° 8' 43" NB, 6° 34' 31" OL | 455371 | Meer afbeeldingen                              |
| Tuinmanswoning Rozenburg                        | Bijgebouwen kastelen enz. | 1846 1910-'11 (verb.)                                    |                                                  | Hoofdweg 259           | 53° 9' 14" NB, 6° 33' 55" OL | 468709 | Tuinmanswoning Rozenburg                       |
| Villa met aangebouwd koetshuis (tot 1984: Meta) | Woonhuis                  | 1891 verm. ca. 1915 (serre) 1984 (verb.)                 | G. Daan (1984)                                   | Hoofdweg 274           | 53° 9' 16" NB, 6° 33' 51" OL | 468710 | Villa met aangebouwd koetshuis(tot 1984: Meta) |
| Frisia                                          | Woonhuis                  | 1910                                                     |                                                  | Groningerweg 22        | 53° 9' 39" NB, 6° 33' 31" OL | 468711 | Frisia                                         |
| Elsburger Onland                                | Logeerhuis                | 1937-'38                                                 | J.W.C. Boks                                      | Groningerweg 40b       | 53° 10' 1" NB, 6° 33' 13" OL | 468712 | Upload foto                                    |
| Java                                            | Woonhuis                  | 1907 1978 (verb.)                                        | G. Nijhuis Wijnsema (1978)                       | Hoofdweg 232           | 53° 8' 59" NB, 6° 34' 1" OL  | 468713 | Meer afbeeldingen                              |
| Vennebroek                                      | Woonhuis                  | 1848 1913 (restauratie) 1936 (serre toegevoegd)          |                                                  | Hoofdweg 255           | 53° 9' 9" NB, 6° 34' 18" OL  | 468715 | Meer afbeeldingen                              |
| Vennebroek, inrijhek (Pottenpoort)              | Erfscheiding              | 1913 1939 (verplaatst)                                   |                                                  | bij Hoofdweg 251       | 53° 9' 11" NB, 6° 34' 18" OL | 468716 | Vennebroek, inrijhek(Pottenpoort)              |
| Vennebroek, inrijhek (Leeuwenpoort)             | Erfscheiding              | 1915                                                     |                                                  | bij Hoofdweg 251       | 53° 9' 11" NB, 6° 34' 18" OL | 468717 | Meer afbeeldingen                              |
| Vennebroek, schuur                              | Boerderij                 | ca. 1915                                                 |                                                  | bij Hoofdweg 253       | 53° 9' 8" NB, 6° 34' 14" OL  | 468718 | Meer afbeeldingen                              |
| Vennebroek, koetshuis                           | Bijgebouwen kastelen enz. | ca. 1915                                                 |                                                  | bij Hoofdweg 253       | 53° 9' 11" NB, 6° 34' 18" OL | 468719 | Meer afbeeldingen                              |
| Huize Weltevreden                               | Woonhuis                  | 1909-'10                                                 | G. Nijhuis                                       | Frieselaan 4           | 53° 9' 17" NB, 6° 34' 18" OL | 468720 | Meer afbeeldingen                              |
| De Marsch                                       | Woonhuis                  | 1867 1978 (verb.)                                        | R. Visser (1978)                                 | Hooiweg 198            | 53° 8' 58" NB, 6° 33' 24" OL | 468722 | Marsch De Marsch                               |
| Westerbroek                                     | Woonhuis                  | 1802                                                     |                                                  | Hooiweg 214            | 53° 9' 9" NB, 6° 33' 10" OL  | 468723 | Meer afbeeldingen                              |
| Voorm. gemeentehuis                             | Bestuursgebouw en onderdl | 1938-'39 1980 (verb.)                                    | J. Boelens i.s.m. H. Hofstee J. Vroom jr. (tuin) | Prinses Irenelaan 1a   | 53° 8' 40" NB, 6° 34' 10" OL | 468726 | Meer afbeeldingen                              |
| De Braak, tuinmanshuis                          | Bijgebouwen kastelen enz. | 1900-1925                                                |                                                  | Hoofdweg 268           | 53° 9' 5" NB, 6° 33' 38" OL  | 515635 | Braak 1 De Braak, tuinmanshuis                 |
| De Braak, park                                  | Tuin, park en plantsoen   | ca. 1827 begin 20e eeuw (berceau, doolhof) 1948 (uitbr.) | L.P. Roodbaard (1827)                            | bij Hoofdweg 268       | 53° 9' 3" NB, 6° 33' 36" OL  | 515636 | Braak 2 De Braak, park                         |
| De Braak, inrijhek                              | Tuin, park en plantsoen   | 1856                                                     |                                                  | bij Hoofdweg 268       | 53° 9' 5" NB, 6° 33' 52" OL  | 515637 | Braak 3 De Braak, inrijhek                     |
| De Braak, tuinbeeld                             | Tuin, park en plantsoen   | 18e eeuw                                                 |                                                  | bij Hoofdweg 268       | 53° 9' 5" NB, 6° 33' 37" OL  | 515638 | Meer afbeeldingen                              |
| De Duinen, huis                                 | Kasteel, buitenplaats     | 1800-1825                                                |                                                  | Lemferdingerlaan 6     | 53° 8' 41" NB, 6° 34' 43" OL | 515671 | Meer afbeeldingen                              |
| De Duinen, park                                 | Tuin, park en plantsoen   | 1800-1825                                                |                                                  | bij Lemferdingerlaan 6 | 53° 8' 39" NB, 6° 34' 48" OL | 515672 | Upload foto                                    |
| De Duinen, boerderij                            | Boerderij                 | 1885                                                     |                                                  | bij Lemferdingerlaan 6 | 53° 8' 42" NB, 6° 34' 42" OL | 515673 | Meer afbeeldingen                              |
| De Duinen, paviljoen                            | Bijgebouwen kastelen enz. | 19e eeuw                                                 |                                                  | bij Lemferdingerlaan 6 | 53° 8' 38" NB, 6° 34' 51" OL | 515674 | Upload foto                                    |
| De Duinen, tuinsculpturen                       | Tuin, park en plantsoen   | 18e eeuw (sfinxen) 1800-1825 (sokkels)                   |                                                  | bij Lemferdingerlaan 6 | 53° 8' 38" NB, 6° 34' 51" OL | 515675 | Upload foto                                    |
| Vennebroek, parkaanleg                          | Tuin, park en plantsoen   | midden 19e eeuw                                          |                                                  | bij Hoofdweg 255       | 53° 9' 13" NB, 6° 34' 11" OL | 515679 | Upload foto                                    |
| Vennebroek, tuinsieraden                        | Tuin, park en plantsoen   | 18e eeuw-ca. 1915                                        |                                                  | bij Hoofdweg 255       | 53° 9' 9" NB, 6° 34' 18" OL  | 528424 | Meer afbeeldingen                              |